# Incidente do MV Morning Glory
O incidente do MV Morning Glory ocorreu na Líbia em março de 2014, quando o navio-petroleiro MV Morning Glory, com bandeira norte-coreana, tentou extrair clandestinamente petróleo do porto do Golfo de Sidra, que era controlado pelos rebeldes sob Ibrahim Jadran. A operação foi descoberta pelas autoridades líbias e o navio foi interceptado com a ajuda dos Estados Unidos, o incidente conduziu a uma crise política que levou à queda do primeiro-ministro Ali Zeidan, que foi substituído provisoriamente por Abdullah al-Thani.

## Antecedentes
O Conselho Cirenaico de Transição era um grupo político que buscava a federalização da Líbia e a autonomia para a região da Cirenaica, como meio de acelerar seu progresso após a Revolução Líbia de 2011. Em 6 de novembro de 2012, Abd-Rabbo al-Barassi foi nomeado chefe do governo da Cirenaica com o apoio militar de Ibrahim Jadran, mas sem o consentimento do governo central. Em 11 de novembro, foi anunciada a criação de sua própria companhia petrolífera, que deteriorou ainda mais as relações com o governo nacional.
Em 2013, Jadran estabeleceu o Birô Político da Cirenaica e assumiu o controle dos portos do leste, incluindo al-Sidra, Ras Lanuf e Zueitina. Em agosto de 2013, Jadran publicou a "Declaração de Ras Lanuf", na qual reivindicava o direito da Cirenaica de "governar os seus próprios assuntos". Em outubro de 2013, a milícia de Jadran, as Forças de Autodefesa da Cirenaica, já possuía 17.500 homens.

## Eventos
Em março de 2014, o MV Morning Glory deixou o porto do Golfo de Sidra, tendo comprado dos rebeldes associados a Ibrahim Jadran mais de 200 mil barris de petróleo. O navio portava uma bandeira norte-coreana e sua tripulação consistia de três militares e 21 marinheiros: seis paquistaneses (um deles o capitão), seis indianos, três cingaleses, dois sírios, dois sudaneses e dois eritreus.
O governo de Trípoli detectou o navio-petroleiro e tentou bloqueá-lo por mar, mas a embarcação conseguiu escapar. Contudo, foi novamente detectado pelas autoridades cipriotas. Diante dessa situação, a porta-voz do Departamento de Estado dos Estados Unidos, Jen Psaki, anunciou em comunicado que o Morning Glory "havia roubado o povo líbio" e que o petróleo pertencia à Companhia Nacional de Petróleo da Líbia e seus parceiros, incluindo empresas estadunidenses: "Qualquer venda de petróleo sem a autorização dessas partes coloca seus compradores em risco de enfrentar responsabilidade civil com multas e outras possíveis sanções em muitas áreas jurisdicionais".
Finalmente, em 16 de março de 2014, um grupo de SEALs, a bordo do destróier USS Roosevelt, alcançou o Morning Glory e o tomou sem recorrer à força, escoltando-o de volta a Trípoli, onde foi entregue às autoridades nacionais.

## Consequências políticas
Em 11 de março de 2014, o primeiro-ministro Ali Zeidan perdeu o voto de confiança do parlamento depois de não conseguir impedir a venda de petróleo pelos rebeldes, ocasionando a nomeação do ministro da Defesa, Abdullah al-Thani, como o novo primeiro-ministro interino da Líbia pelo presidente líbio Nuri Abu Sahmain.
Em julho de 2014, al-Thani conseguiu negociar com os rebeldes cirenaicos, que entregaram o controle dos portos de Ras Lanuf e Sidra, pondo fim à crise petrolífera na Líbia.